# Wolf Dietrich von Gemmingen (1680–1738)
Wolf Dietrich von Gemmingen (* 29. Oktober 1680; † 1738) war fürstbischöflich-eichstättischer geheimer Rat und Pfleger zu Abensperg sowie Oberforstmeister und Oberamtmann zu Amberg.

## Leben
Er entstammte dem 2. Ast (Mühlhausen) der Linie Steinegg der Freiherren von Gemmingen und war ein Sohn des Wolf Ludwig von Gemmingen (1652–1691) aus dessen zweiter Ehe mit Felicitas Juliana von Kaltenthal (1655–1709). Er war fürstbischöflich-eichstättischer geheimer Rat und Pfleger zu Abensperg sowie Oberforstmeister und Oberamtmann zu Amberg.

## Familie
Er heiratete 1708 Maria Elisabetha von Freyberg und Eisenberg († 1718). Von acht Kindern aus dieser Verbindung haben nur zwei das Erwachsenenalter erreicht. Eine zweite Ehe ging er mit Maria Magdalena von Wiederholt (1686–1746) ein.
Nachkommen:
- Joseph Dietrich Wilhelm Anton (*/† 1709)
- Wolfgang Reinhard Joseph von Gemmingen (1710–1760) ⚭ Josepha Maria Charlotte Reichlin von Meldegg (1715–1760), begründeten einen österreichischen Zweig der Familie
- Maria Anna Margaretha von Gemmingen (1711–1771), Fürstäbtissin von Lindau
- Maria Ranziska Elisabetha (*/† 1712)
- Franz Xaver Ludwig Christoph (1713–1714)
- Maria Theresia Margaretha (1715–1717)
- Maria Elisabetha Sibylla (*/† 1717)
- Marquard Anton (*/† 1718)